# Farfarstjärnen (Stensele socken, Lappland)
Farfarstjärnen är en sjö i Storumans kommun i Lappland och ingår i Umeälvens huvudavrinningsområde.